# 아프리칸 익스프레스 항공
아프리칸 익스프레스 항공(African Express Airways)은 소말리아 소유의 케냐 항공사로 케냐 나이로비 엠바카시에 있는 조모 케냐타 국제공항에 본사를 두고 있다.

## 서비스
아프리칸 익스프레스 항공은 비즈니스 및 휴가 여행객을 수용하고 매일 출발하는 단거리 항공사이다. 또한 본사 근처에 제휴 회사인 제트 에어크래프트 메인테넌스(Jet Aircraft Maintenance Ltd.)가 있다. 이 회사는 서구 대부분의 중거리 항공기에 대한 'A'에서 'B', 'C' 및 'D' 점검에 이르는 제트 항공기 유지 관리를 전문으로 한다. 이 회사는 자체 엔지니어와 승인을 받은 제3자를 위한 유지보수 격납고 임대 서비스를 포함하여 모든 시설을 갖춘 새로운 현장 격납고를 보유하고 있다.